# Paleotullbergiidae
Paleotullbergiidae is een familie van springstaarten en telt 1 soort.

## Taxonomie
- Geslacht Paleotullbergia - Delamare Deboutteville, 1950[3]
  - Paleotullbergia primigenia - Delamare Deboutteville, 1947